# Peter Riebensahm
Peter Riebensahm (ur. 30 maja 1938 w Braniewie w Prusach Wschodnich) – niemiecki lekkoatleta, specjalizujący się w skoku wzwyż, halowy mistrz RFN w 1962.

## Życiorys
Peter Riebensahm urodził się w Braniewie w rodzinie Arthura, współwłaściciela drukarni, i Emilii z d. Erhardt. Miał jedną starszą siostrę. W Braniewie rodzina mieszkała przy Langgasse 55 (współcześnie ulica Gdańska). Peter ukończył pod koniec lat 50. szkołę średnią w Bremerhaven (Lessingschule). Na letnich igrzyskach olimpijskich w 1960 w Rzymie zajął 24. miejsce w skoku wzwyż. W latach 1958, 1960, 1961 i 1962 roku zdobywał tytuł wicemistrza Niemiec w tej konkurencji. Największym jego sukcesem było zdobycie w 1962 roku tytułu halowego mistrza Niemiec w skoku wzwyż.